# رئاسة هيئة الأركان العامة للقوات المسلحة (السعودية)
رِئاسةِ الأَرْكَانُ الْعَامَّة هي هيئة عسكرية نظامية تجمع كبار الضباط المستشارية وقادة أفرع القوات المسلحة السعودية؛ وهي مكلفة بالتنسيق التنظيمي وتحديد السياسات والأهداف والبرامج العسكرية ضمن وزارة الدفاع في المملكة العربية السعودية.

## رؤساء الأركان
هذه قائمة بأسماء رؤساء هيئة الأركان العامة وفترات توليهم المنصب منذ تسمية الوزارة.
| الرئيس                              | الفترة                          |
| ----------------------------------- | ------------------------------- |
| العميد محسن بن الحسين               | 1363 هـ / 1944 – 1368 هـ / 1949 |
| اللواء سعيد كردي                    | 1368 هـ / 1949 – 1377 هـ / 1957 |
| اللواء عبد الله العيسى              | 1377 هـ / 1957 – 1379 هـ / 1959 |
| الفريق إبراهيم الطاسان              | 1379 هـ / 1959 – 1382 هـ / 1962 |
| الفريق أول عبد الله المطلق          | 1382 هـ / 1962 – 1392 هـ / 1971 |
| الفريق أول حمد الشميمري             | 1392 هـ / 1971 – 1395 هـ / 1975 |
| الفريق أول عثمان آل حميد            | 1395 هـ / 1975 – 1400 هـ / 1980 |
| الفريق أول الركن محمد الحماد        | 1400 هـ / 1980 – 1417 هـ / 1996 |
| الفريق أول الركن صالح المحيا        | 1417 هـ / 1996 – 1432 هـ / 2011 |
| الفريق أول الركن حسين القبيل        | 1432 هـ / 2011 – 1435 هـ / 2014 |
| الفريق أول الركن عبد الرحمن البنيان | 1435 هـ / 2014 – 1439 هـ / 2018 |
| الفريق أول الركن فياض الرويلي       | 1439 هـ / 2018 – ما زال         |

## وصلات خارجية
- بوابة وزارة الدفاع السعودية نسخة محفوظة 18 ديسمبر 2010 على موقع واي باك مشين.